# Metodo di Petrick
Il metodo di Petrick è un algoritmo di risoluzione dei mintermini contenuti in una tabella degli implicanti primi ricavata con il metodo di Quine-McCluskey. Tale metodo, che semplifica la copertura trasponendola in forma algebrica, risulta scomodo per tabelle molto grandi, in quanto valuta tutte le possibili soluzioni, ma è facilmente implementabile in un computer tramite algoritmi di branch and bound.
Il metodo di Petrick opera seguendo questi passaggi:
1. Riduzione della tabella degli implicanti primi eliminando le righe contenenti implicanti primi essenziali (e le rispettive colonne);
2. Etichettatura delle righe della tabella ridotta ({\displaystyle P_{1}}, {\displaystyle P_{2}}, {\displaystyle P_{3}}, {\displaystyle P_{4}}, ecc.);
3. Costruzione di una funzione logica {\displaystyle P} tale che sia vera quando tutte le colonne sono coperte ({\displaystyle P} è costituita da un prodotto di somme, dove ogni termine di somma ha la forma {\displaystyle (P_{i0}+P_{i1}+}{\displaystyle \cdots }{\displaystyle +P_{iN})}, in cui {\displaystyle P_{ij}} rappresentano una riga che copre la colonna {\displaystyle i});
4. Minimizzazione di {\displaystyle P} in somma di prodotti applicando l'equivalenza {\displaystyle X+XY=X} (ciascun termine nel risultato rappresenta una soluzione, ovvero un insieme di righe che copre tutti i mintermini della tabella);
5. Determinazione delle soluzioni minime individuando quei termini che contengono il minor numero di implicanti primi;
6. Conteggio del numero dei letterali in ciascun implicante primo dei termini trovati precedentemente e ricerca del numero totale di letterali;
7. Scelta dei termini formati dal minor numero totale di letterali e scrittura delle corrispondenti somme di implicanti primi.

## Esempio
Supponiamo di voler ridurre la seguente funzione:
{\displaystyle f(A,B,C)=\sum m(0,1,2,5,6,7)}
Usando il metodo di Quine-McCluskey si perviene alla seguente tabella degli implicanti primi:
```
                | 0 1 2 5 6 7
 ---------------|------------
   K (0,1) a'b' | X X
   L (0,2) a'c' | X   X
   M (1,5) b'c  |   X   X
   N (2,6) bc'  |     X   X
   P (5,7) ac   |       X   X
   Q (6,7) ab   |         X X
```

In base alle coperture segnate con una X nella tabella soprastante, si ricava il seguente prodotto di somme delle righe, dove le righe vengono addizionate e le colonne moltiplicate tra loro:
{\displaystyle (K+L)(K+M)(L+N)(M+P)(N+Q)(P+Q)}
Usando la proprietà distributiva e le equivalenze: 
- {\displaystyle X+XY=X}
- {\displaystyle XX=X}
- {\displaystyle X+X=X}

l'espressione precedente viene semplificata e trasformata in somma di prodotti come segue:
{\displaystyle (K+L)(K+M)(L+N)(M+P)(N+Q)(P+Q)}
{\displaystyle =(K+LM)(N+LQ)(P+MQ)}
{\displaystyle =(KN+KLQ+LMN+LMQ)(P+MQ)}
{\displaystyle =KNP+KLPQ+LMNP+LMPQ+KMNQ+KLMQ+LMNQ+LMQ}
Applicando l'equivalenza:
{\displaystyle X+XY=X}
l'espressione viene ulteriormente ridotta, diventando:
{\displaystyle KNP+KLPQ+LMNP+LMPQ+KMNQ+KLMQ+LMNQ+LMQ=}
{\displaystyle =KNP+KLPQ+LMNP+LMQ+KMNQ}
A questo punto scegliamo i prodotti col minor numero di termini, che in quest'esempio sono:
- {\displaystyle KNP}
- {\displaystyle LMQ}

Infine, scegliamo i termini col minor numero totale di letterali; pertanto, i due prodotti si espandono entrambi in 6 letterali totali:
- {\displaystyle KNP} → {\displaystyle a'b'+bc'+ac}
- {\displaystyle LMQ} → {\displaystyle a'c'+b'c+ab}